# Riedelberg

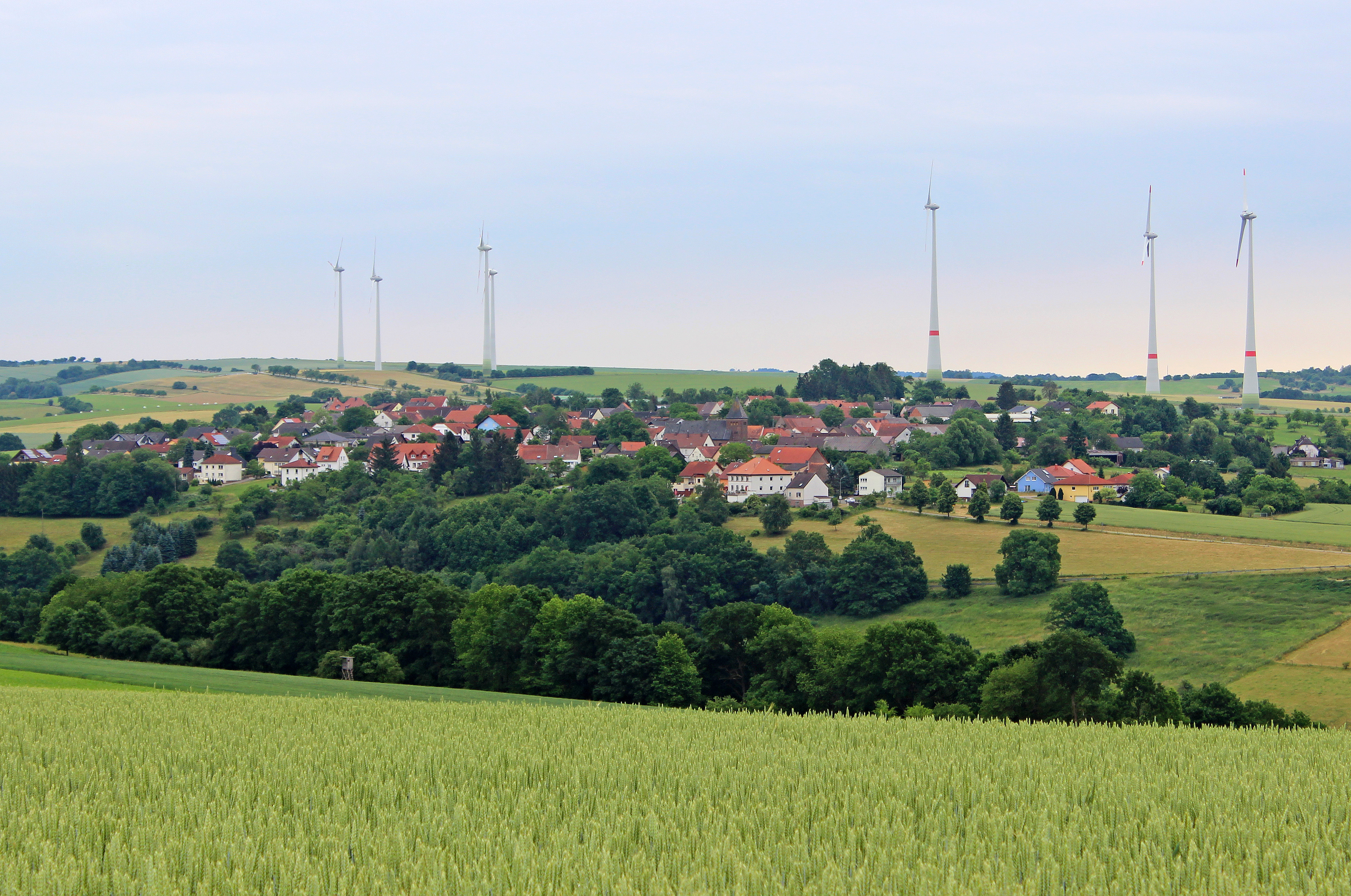
Blick aus nordwestlicher Richtung auf Riedelberg

Riedelberg ist eine Ortsgemeinde im Landkreis Südwestpfalz in Rheinland-Pfalz. Sie gehört der Verbandsgemeinde Zweibrücken-Land an und ist Grenzort zu Frankreich.

## Geographie

### Lage
Riedelberg befindet sich unmittelbar an der Grenze zu Frankreich. Der Ort liegt im Zweibrücker Hügelland etwa im Mittelpunkt eines Dreiecks, wobei die Städte Zweibrücken im Westen, Pirmasens im Osten und das französische Bitche im Süden die Eckpunkte bilden. Alle drei Orte sind ungefähr 15 km entfernt. Zu Riedelberg gehören zusätzlich die Wohnplätze Riedelbergermühle und Jakobshof. Nachbargemeinden sind – im Uhrzeigersinn – Großsteinhausen, Kröppen (Exklave), Bottenbach, Vinningen, Kröppen, Walschbronn, Rolbing und Dietrichingen.

### Gewässer
Der Hornbach, die in diesem Bereich teilweise als Trualb bezeichnet wird, bildet die westliche und südliche Gemarkungsgrenze, die in diesem Bereich mit der Staatsgrenze zwischen Deutschland und Frankreich identisch ist. Im Bereich der Riedelbergermühle existiert zudem der Riedelgraben. Die nördliche Gemeindegrenze wird durch den Bottenbach gebildet.

## Geschichte

### Mittelalter
Die älteste erhaltene Erwähnung von Riedelberg stammt von 1295. Das Dorf Riedelberg lag im Amt Lemberg der Grafschaft Zweibrücken-Bitsch und dort in der gleichnamigen Amtsschultheißerei Riedelberg.

### Frühe Neuzeit
1570 verstarb Graf Jakob von Zweibrücken-Bitsch (* 1510; † 1570) als letztes männliches Mitglied seiner Familie. Das Amt Lemberg erbte seine Tochter, Ludovica Margaretha von Zweibrücken-Bitsch, die mit dem (Erb-)Grafen Philipp (V.) von Hanau-Lichtenberg verheiratet war. Ihr Schwiegervater, Graf Philipp IV. von Hanau-Lichtenberg, gab durch die sofortige Einführung des lutherischen Bekenntnisses dem streng römisch-katholischen Herzog Karl III. von Lothringen Gelegenheit, militärisch zu intervenieren, da dieser die Lehnshoheit über die ebenfalls zum Erbe gehörende Herrschaft Bitsch besaß. Im Juli 1572 besetzten lothringische Truppen die Grafschaft. Da Philipp IV. der lothringischen Übermacht nicht gewachsen war, wählte er den Rechtsweg. Beim anschließenden Prozess vor dem Reichskammergericht konnte sich Lothringen hinsichtlich der Herrschaft Bitsch durchsetzen, das Amt Lemberg dagegen – und somit auch Riedelberg – wurde der Grafschaft Hanau-Lichtenberg zugesprochen.
1736 starb mit Graf Johann Reinhard III. der letzte männliche Vertreter des Hauses Hanau. Aufgrund der Ehe seiner einzigen Tochter, Charlotte (* 1700; † 1726), mit dem Erbprinzen Ludwig (VIII.) (* 1691; † 1768) von Hessen-Darmstadt fiel die Grafschaft Hanau-Lichtenberg nach dort.

### Neuzeit
Nach 1792 hatten französische Revolutionstruppen die Region besetzt und nach dem Frieden von Campo Formio (1797) annektiert. Von 1798 bis 1814 gehörte das Dorf zum französischen Departement Donnersberg und war dem Kanton Neuhornbach zugeordnet und unterstand der Mairie Großsteinhausen. 1815 hatte der Ort insgesamt 263 Einwohner. Aufgrund der auf dem Wiener Kongress (1815) getroffenen Vereinbarungen und einem Tauschvertrag mit Österreich kam die Region 1816 zum Königreich Bayern. Ab 1818 war die Gemeinde Riedelberg dem Landkommissariat Zweibrücken im bayerischen Rheinkreis, später dem Bezirksamt Zweibrücken zugeordnet.
Ab 1939 war der Ort Bestandteil des Landkreises Zweibrücken. Da der Ort sich in der Roten Zone befand wurden die Bewohner mit Beginn des Zweiten Weltkriegs evakuiert; anders als die meisten Orte der Gegend wurde er jedoch zwecks Erweiterung des Truppenübungsplatzes Bitsch von der Wiederbesiedlung ein Jahr später ausgenommen.
Nach dem Krieg wurde die Gemeinde Riedelberg innerhalb der französischen Besatzungszone Teil des Regierungsbezirks Pfalz im damals neu gebildeten Land Rheinland-Pfalz. Im Zuge der ersten rheinland-pfälzischen Verwaltungsreform folgte 1972 die Auflösung des Landkreises Zweibrücken; damit einhergehend wechselte die Gemeinde zudem in den Landkreis Pirmasens, der 1997 in „Landkreis Südwestpfalz“ umbenannt wurde. Im selben Jahr wurde Riedelberg in die neu gebildete Verbandsgemeinde Zweibrücken-Land eingegliedert.

## Politik

### Gemeinderat
Der Gemeinderat in Riedelberg besteht aus acht Ratsmitgliedern, die bei der Kommunalwahl am 9. Juni 2024 in einer Mehrheitswahl gewählt wurden, und dem ehrenamtlichen Ortsbürgermeister als Vorsitzendem.

### Bürgermeister
Gereon Lethen wurde am 19. Juli 2024 Ortsbürgermeister von Riedelberg. Bei der Direktwahl am 9. Juni 2024 war er ohne Gegenkandidat mit einem Stimmenanteil von 63,6 % gewählt worden.
Lethens Vorgänger Christian Schwarz hatte das Amt 2019 übernommen, nachdem er sich knapp gegen den bisherigen Amtsinhaber Peter Lethen durchgesetzt hatte, und kandidierte zur Wahl 2024 nicht erneut als Ortsbürgermeister.

### Wappen
| Wappen von Riedelberg | Blasonierung: „Unter gesenktem blauen Schild, darin rechts eine silberne Lilie, links ein silbernes Mühlrad, in Gold unter rotem Sparren ein roter Ziegel mit einem unzialen Majuskel-R in Silber.“ |
| Wappen von Riedelberg | Es wurde 1982 durch die Bezirksregierung Rheinhessen-Pfalz verliehen. |

## Religion
Der Ort ist vorwiegend römisch-katholisch, gehört zur Pfarrgemeinde Großsteinhausen und besitzt eine eigene Kirche, die nach dem Zweiten Weltkrieg gebaut wurde. Vor der Französischen Revolution gehörte Riedelberg zur Pfarrei von Walschbronn.

## Kultur und Sehenswürdigkeiten

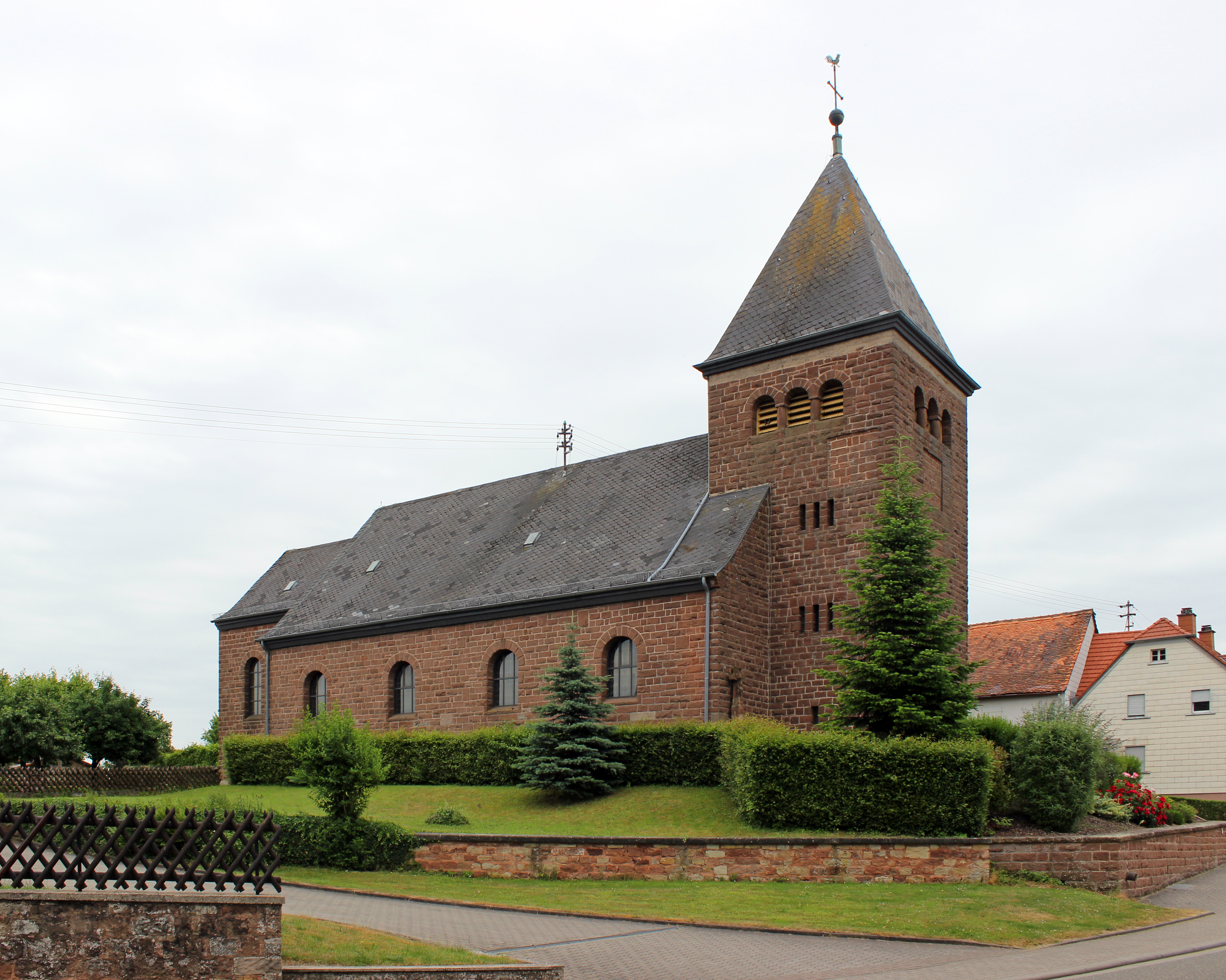
Denkmalgeschützte katholische Kirche

### Kulturdenkmäler
Die Riedelberger Mühle ist als Denkmalzone ausgewiesen. Hinzu kommen insgesamt neun Einzelobjekte, die unter Denkmalschutz stehen.

### Vereine
Der Ort besitzt einen Tischtennisverein, den TTC Riedelberg, der auf einige beachtliche Erfolge zurückblicken kann. Des Weiteren gibt es im Ort einen Angelsportverein. Dieser Verein zeichnet sich vor allem durch eine Zusammenarbeit mit dem Angelsportverein der französischen Nachbargemeinde Rolbing aus, wofür der Verein mit einem europäischen Preis für grenzübergreifende Zusammenarbeit ausgezeichnet wurde.

### Veranstaltungen
Einmal im Jahr findet in Riedelberg das vom Angelsportverein organisierte Fischerfest statt. Ein weiterer Höhepunkt des Jahres stellt die im Oktober stattfindende „Kerb“ dar, die von der Jugend, den sogenannten „Staußbuwe“, organisiert wird.

## Wirtschaft und Infrastruktur

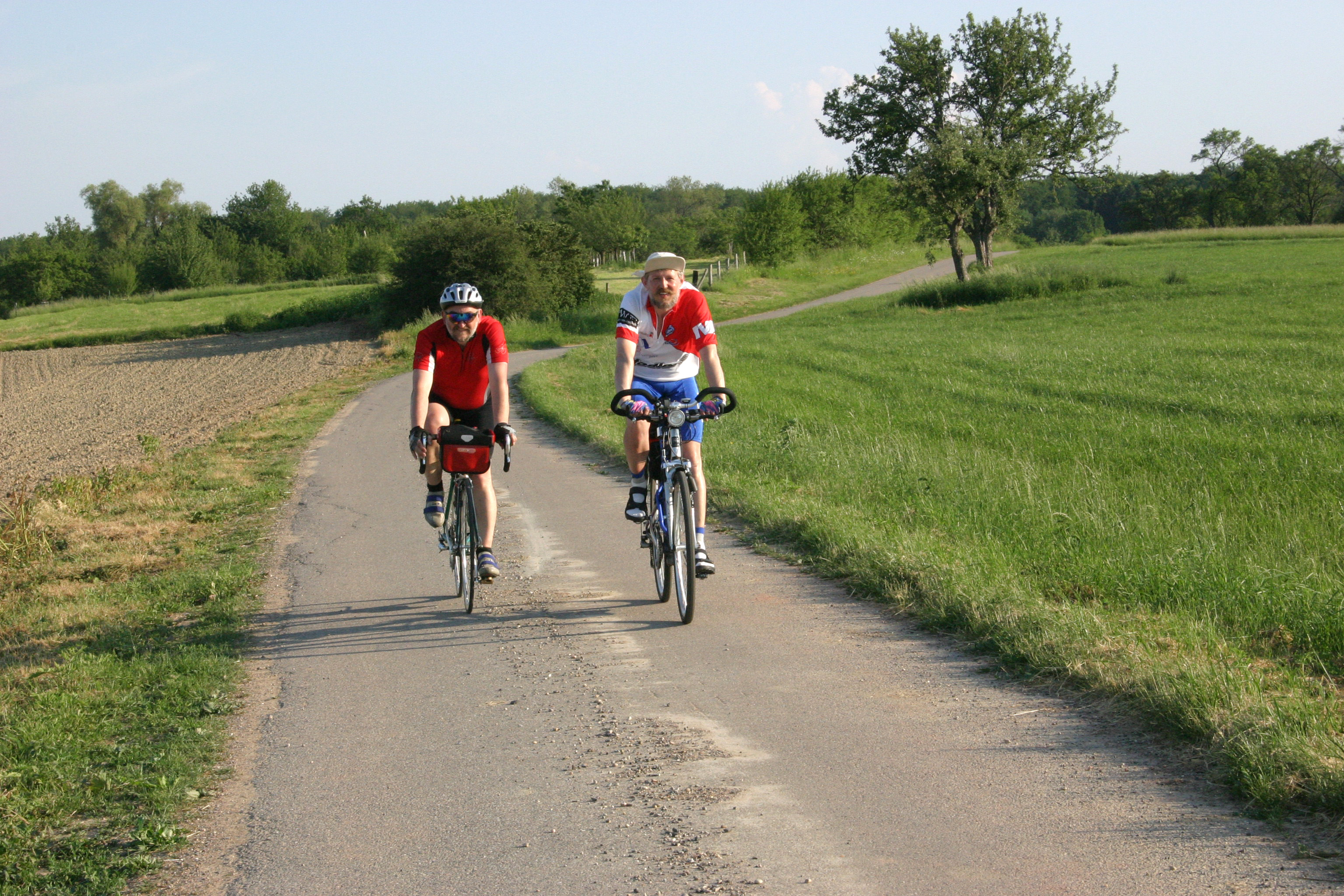
Feldweg Richtung Osten

### Wirtschaft
Innerhalb der Gemeindegemarkung befindet sich der in den Jahren 2009 und 2013 errichtete Windpark Riedelberg, der von den Unternehmen Prokon, GERES und Meinhardt betrieben wird.

### Verkehr
Riedelberg ist über die Kreisstraße 81 ans Straßennetz angebunden, die in die westliche Richtung nach Großsteinhausen und in die östliche nach Vinningen führt.

### Tourismus
Durch Riedelberg verläuft die Südroute der Pfälzer Jakobswege.

## Persönlichkeiten

### Ehrenbürger
- Martin Krämer, langjähriger Ortsbürgermeister, ernannt 2014[12]

### In Riedelberg geboren
- Josef Werner Bauer (1926–2013), Politiker (CSU)